# Eucharis formosa
Eucharis formosa är en amaryllisväxtart som beskrevs av Alan W. Meerow. Eucharis formosa ingår i släktet Eucharis och familjen amaryllisväxter. Inga underarter finns listade i Catalogue of Life.